# Heliamphora huberi
Heliamphora huberi este o specie de plante carnivore din genul Heliamphora, familia Sarraceniaceae, ordinul Ericales, descrisă de A.Fleischm., Wistuba și Amp; Nerz. Conform Catalogue of Life specia Heliamphora huberi nu are subspecii cunoscute.